# حجاب العواجي
حجاب بن سعدون العواجي، وهو فارس من أصل قبيلة عنزة، وهو أخ الفارس عقاب العواجي، وابن الشاعر الكبير سعدون العواجي، وُلد حجاب في عام 1207هـ وتُوفي في عام 1253هـ، حيث أنه قُتل مع أخيه عقاب العواجي أثناء خوضهم معركة ضد قبيلة شمر.

## حياته
تربى عند أخواله اليمنه في الشام مع أخيه عقاب العواجي، وكان أخوال عقاب وحجاب مشهورين بين قبائل عنزه في سوريا، ولقد تربّى عقاب وحجاب عند خوالهم تربية جيدةً، وبعد أن بلغا سن الرشد تعلموا الفروسية وأصبحوا فارسين مشهورين يُضرب بهما المثل، وقد التف حولهم أغلب المتواجدين بالشام وأصبح عقاب وحجاب يترأسان قبيلتهم هُناك.

## وفاته
قُتل مع أخيه عقاب العواجي في معركة زبار وريك ضد قبيلة شمر. 
ورثاهم أبيهم الشيخ سعدون العواجي في قصيدة مشهورة وقال فيها:
يا ونةٍ ونيتها تسع ونات
تسع مع تسعيــن مع عشــر ألوفي
مع كثرهن بأقصى الحشا مستكنات
عداد خلق الله كثير الوصوفي
ونة طريحٍ طاح والخيل عجلات
كسره حدا الساقين غادٍ سعوفي
على سيوفٍ بالملاقى مهمات
سيفين أغلى ما غدا من سيوفي
ويا حجاب يا زبن البكار المقيلات
لا روّح(ن) مثل النسور الكتوفي
ويا عقاب خليتني مابه مراوات
عيالك صغارٍ والدهر به جنوفي
من عقبكم ما نبكي الحي لو مات
ولاني على الدنيا كثير الحسوفي